# الدفاع الحسني الجديدي
نادي الدفاع الحسني الجديدي  هو نادي رياضي مغربي من مدينة الجديدة يشارك في البطولة الاحترافية المغربية، تأسس سنة 1956  وهي نفس سنة بداية البطولة الوطنية المغربية بدون إشراف من الجامعة الفرنسية لكرة القدم. قبل ذلك التاريخ كانت هناك أندية خاصة بالأوربيين بالإضافة إلى فرق من الأحياء المغربية في الجديدة من أبرزها نادي حسنية الصفاء ونادي الدفاع الرياضي تم إدماجهما سنة 1956 حيث تم الاحتفاظ باسمي الناديين ليكون ميلاد نادي الدفاع الحسني الجديدي في ذلك الموسم. لعب الفريق في القسم الشرفي من 1956 حتى 1959 ليصعد بعدها للقسم الثاني عام 1960. وأكبر نتيجة فوز حققها هي 10-0 أمام BBS عام 2018.
وقع نادي الدفاع الحسني الجديدي اتفاقية شراكة وتوأمة مع نادي الزمالك المصري، وذلك بناء على سياسة المكتب المسير لنادي الدفاع الحسني الجديدي لكرة القدم المنفتحة على العالم الخارجي عن طريق ربط علاقات تعاون وشراكة مع عدة فرق عريقة بمختلف الدوريات الدولية، تم مساء يوم الجمعة 06 يوليو 2018 بفندق الغولف الملكي، توقيع اتفاقية شراكة إستراتيجية مع نادي الزمالك المصري لتبادل الخبرات ولخدمة المصالح المشتركة بين الطرفي، وتهدف هذه الاتفاقية لتطوير التعاون المشترك وتنفيذ البرامج والمبادرات والمشاريع المشتركة، على اعتبار أن الناديين يمتلكان العديد من الخبرات والكفاءات الإدارية والفنية مما سيساهم في دعم وتطوير وإنجاز عدة أنشطة في المجالات الرياضية والاجتماعية والثقافية.

## شعارالنادي

شعار المدينة
شعار النادي

## فكرة إنشاء النادي
أثناء عهد الحماية كان هناك فريق كبير لكرة القدم في مدينة الجديدة وهو نادي سبورتينغ مازغان المتعدد الفروع، وقد كان هذا النادي خاصا بالأوربيين فقط حيث أنه كان يملك معظم ملاعب كرة القدم في المدينة وكان يشارك في بطولة العصبة المغربية وقد كان يختار فقط أجود اللاعبين المغاربة في المدينة بحكم صعوبة إنشاء الأندية الرياضية من طرف المغاربة.
في نهاية الأربعينات من القرن الماضي قرر بعض محبي كرة القدم وبعض رجالات المدينة إنشاء بطولة لفرق الأحياء في المدينة، وقد كانت هذه البطولة هي الحافز وراء إنشاء نادي قوي مغربي في المدينة. من بين كل هذه الفرق ظهر فريق  الرشاد الجديدي الذي غير اسمه سنة 1950 إلى  الدفاع الجديدي. في موسم 1952 ـ 1953 وبعد النجاح اللافت النضير لفريق نادي الوداد الرياضي الذي أصبح فريقا لايشق له غبار في بطولة العصبة المغربية التابعة للجامعة الفرنسية لكرة القدم والذي أصبح أيضا أول نادي كل عناصره مغربية يفوز ببطولة العصبة المغربية منذ إنشائها سنة 1916، قرر مجموعة من فعاليات المدينة التقدم بطلب رسمي للجامعة الفرنسية بغرض إنشاء نادي لكرة القدم في مدينة الجديدة.

## شروط إنشاء النادي
اختار المؤسسون نادي الدفاع الإفريقي اسما رسميا للفريق، وتم اختيار الأخضر والأبيض ألوانا رسمية، لكن ممثلي الجامعة الفرنسية في المغرب رفضوا العرض وفرضوا أربع شروط على مسؤلي الدفاع وهي :
- 1 - أن يكون رئيس النادي فرنسيا أو من أوروبا
- 2 - أن يكون هناك على الأقل ستة لاعبين أوربيين في الفريق
- 3 - أن يتم حذف كلمة الإفريقي من الاسم الرسمي للنادي لأن فيه نوعا من تحريض الشباب المغربي ونزعة مبيتة للاستقلال عن فرنسا
- 4 - أن يتم تغيير ألوان الفريق الخضراء الذي يمثل لون الإسلام

بعد هذه الشروط المجحفة التي واجهها المؤسسون من طرف المسؤولين الفرنسيين خصوصا بعد أن تكون لهم هاجس الفرق ذات النزعة الوطنية التي كان أبرزها فريق مدينة الدار البيضاء نادي الوداد الرياضي الذي أصبح فريقا لا يشق له غبار من طرف أندية المعمرين وكان أي لقاء لهذا الأخير يشكل تحديا حقيقيا للسلطات الاستعمارية، واصل مؤسسو الدفاع محاولاتهم لتغيير موقف الفرنسيين والوصول معهم إلى حل وسط. هذا الحل الوسط سيتم التوصل إليه بعد تدخل أحد الفرنسيين المساند للأعضاء المؤسسين وهو السيد فرابار  Frappart وتم تحديد شروط أخرى التزم بها المؤسسون وهي:
- 1 ـ أن يكون رئيس النادي فرنسيا وهو السيد فرابار
- 2 ـ تم إلغاء شرط اللاعبين الستة الأجانب في الفريق
- 3 ـ أن يتم حذف كلمة الإفريقي من اسم النادي ويتم تغييرها ب الرياضي وبذلك أصبح الاسم الرسمي للنادي هو: نادي الدفاع الرياضي
- 4 ـ تم إلغاء شرط تغيير ألوان الفريق، وتم الاحتفاظ باللونين الأخضر والأبيض.

## سجل بطولات النادي
- 2013: فاز نادي الدفاع الحسني الجديدي بكأس العرش المغربي 2013.

|  | البطولات  | عدد الألقاب | سنوات الألقاب |
|  | --------- | ----------- | ------------- |
|  | كأس العرش | 1           | 2013          |

## طقم النادي
| طقم نادي سبورتينغ مازغان. |

- أطقم النادي الحالية (2013 - 2014)

| الطقم الرسمي |

## الماضي
ظل الدفاع الحسني الجديدي يطمح إلى تحقيق لقب يضفي على مسيرته سمة التتويج، بحيث أنه وبعد قضاء أكثر من ثلاثة عقود بحظيرة القسم الأول لم يتأت له معانقة أي لقب للبطولة أو الكأس. وإذا كان التاربخ الرياضي يسجل مشاركة الفريق في أربع نهائيات لكأس العرش (1977 ضد الرجاء البيضاوي وسنتي 1985 و1986 ضد الجيش الملكي و2017 ضد الرجاء البيضاوي ) و(فاز به مرة واحدة في عام 2013 ضد الرجاء البيضاوي )فإن أفضل نتيجة محققة برسم البطولة كانت هي الرتبة الثانية التي احرزها خلال الموسم الرياضي 1973 / 1974 وخلال الموسم الرياضي 2016/2017. وأن أفضل حضور أفريقي كان هو مشاركة الفريق في أقصائيات كأس أفريقيا لأندية الفائزة بالكأس سنة 1987 حين وصل إلى مرحلة ربع النهاية بعد اقصائه في تونس بالضربات الترجيحية امام النادي الرياضي لحمام الأنف.

## استحقاقات الكرة الجديدية
تبقى أهم استحقاقات الكرة الجديدية على الساحة الوطنية هي مساهمة اللاعبين الدوليين مصطفى الشريف وأحمد بابا صاحب الهدف الحاسم الذي اعطى أول واخر لقب أفريقي للمغرب في نهائيات اديس ابابا بأثيوبيا 1976. كما أن السجل الكروي يحفظ الحضور البارز لكل من محمد الصمام في الألعاب العربية بيروت 1957 ومحمد المعروفي في مكسيكو 1970 إضافة إلى كل من المصطفى يغشا. عز الدين امان الله. عبد اللطيف اليقضاني. عبد اللطيف بوكري والمارد رضا الرياحي طبعا دون نسيان أسماء رسمت على الملاعب المغربية ذكريات لا يمكن أن تمحوها الذاكرة الرياضية كالهدافين الفائزين بلقب احسن هداف لبطولة المغرب وهم :محمد الشطيني 1958 / 1957 وعبد اللطيف الشياظمي 1968 /1967 وميلود وزير
1972 / 1971 ثم شيشا خلال الموسمين 1970 / 1969 و1975 / 1974 وكذا أسماء أخرى كالدزاز والاخوين الحسني فضلا عن الحراس المعشاوي والتعامي وروح السلام والقائمة طويلة جدا.

## احتضان المكتب الشريف للفوسفاط

مجموعة المكتب الشريف للفوسفاط ـ المحتضن الرسمي الجديد للنادي حاليا حيث قرر مسئولو النادي منتصف 2008 الدخول تحت وصاية المكتب الشريف للفوسفاط

احتضان كلي وشامل لنادي الدفاع الجديدي من طرف المكتب الشريف للفوسفاط. عقد المكتب المسير لفريق الدفاع الحسني الجديدي لقاء صحفيا كان مناسبة لإطلاع معتمدي الصحافة على مشروع احتضان الفريق الجديدي من طرف مجموعة المكتب الشريف للفوسفاط ستمكن الدفاع الجديدي من تجاوز الإكراهات المالية التي كانت دائما تحد من طموحاته وتتحكم في مصيره داخل البطولات السابقة.وحسب المكتب المسير فإن المشاورات مع المكتب الشريف للفوسفاط وصلت مراحلها الأخيرة، وذلك من أجل احتضان كلي وشامل للفريق الشئ الذي من شأنه أن يعطي قيمة مضافة لكرة القدم الجديدية وضمان استقرار مالي للدفاع الجديدي وهو ما سيفتح له فرصة التألق أكثر من قبل وتحقيق ألقاب. وحسب المصادر فإن النادي سيحتفظ باسم الدفاع الحسني الجديدي طبقا للبند العاشر من هذه الاتفاقية.أما بالنسبة لمدة انتهاء تاريخ صلاحية الاتفاقية فقد حددت في موسم واحد تجريبي غير أنه يمكن تمديدها لمدة أربع سنوات أخرى شرط أن تراقب المؤسسة المحتضنة الأنشطة الرياضية لنادي الدفاع الجديدي بالإضافة إلى إمكانية التسيير الإداري والمالي وفق ما يقتضيه النظام الأساسي للفريق. وفيما تعهدت المؤسسة المحتضنة برصد المبالغ المالية اللازمة بخزينة الفريق، يتعهد نادي الدفاع الجديدي بارتداء شعار المكتب الشريف للفوسفاط أثناء التباري في المواجهات الرسمية والودية والتداريب. وطبقا لمقتضيات البند السابع من الاتفاقية المبرمة بين الجانبين فقد تم الاتفاق بين الطرفين على إسناد مهمتي أمين المال والكاتب العام بالفريق لعضوين من المكتب الشريف للفوسفاط (المحتضن الجديد).

## وصلات خارجية
- (بالفرنسية) الموقع الرسمي لنادي الدفاع الجديدي

1. 1 2  "الموقع الرسمي للدفاع الحسني الجديدي". dhjfoot.com. مؤرشف من الأصل في 2024-08-26. اطلع عليه بتاريخ 2024-08-26.
2. ↑  www.365scores.com https://web.archive.org/web/20240826112608/https://www.365scores.com/ar/football/team/el-jadida-8203/squad. مؤرشف من الأصل في 2024-08-26. اطلع عليه بتاريخ 2024-08-26. {{استشهاد ويب}}: الوسيط |title= غير موجود أو فارغ (مساعدة)